# Disk Usage Analyzer
Disk Usage Analyzer (in italiano Analizzatore di utilizzo del disco) è un analizzatore grafico di uso del disco per GNOME.
Originariamente il software, denominato Baobab in riferimento all'omonimo albero del genere Adansonia, faceva parte delle gnome-utils da cui è stato separato con GNOME 3.4. Nel 2012 il programma è stato riscritto in Vala.

## Caratteristiche
Disk Usage Analyzer può facilmente scansionare sia l'intero albero del file system, o uno specifico ramo di directory richiesto dall'utente. Il suo uso non è limitato ai dischi rigidi locali ma può essere utilizzato per analizzare anche gerarchie di filesystem remoti attraverso i protocolli FTP, SSH, o WebDav.